# Unge Aktionærer
Unge Aktionærer er en ungdomsorganisation under Dansk Aktionærforening for unge mellem 15 og 30 år. 
Foreningens formål er at varetage unge danske investorers interesser og at uddanne unge i privatøkonomi og investering.

Unge Aktionærer er ledet af formand Josias Fagerland
De primære aktiviteter i foreningen udgøres af arrangementer med foredragsholdere, virksomheder og investeringseksperter. Derudover har Unge Aktionærer projektet Ung Privatøkonomi hvor de underviser elever og studerende gratis. 
Foreningen søger at uddanne medlemmerne i privatøkonomi og investering, således at de bliver i stand til at lave aktieanalyser og råde over egen privatøkonomi.  Ligeledes er foreningen en platform for networking og deling af forretningsidéer og investeringscases. 
Unge Aktionærer har lokalforeninger i København, Aarhus og Odense, som står for lokale arrangementer og virksomhedsbesøg. 
Samlet har foreningen omkring 600 medlemmer, hvilket dog skal ses i forhold 1.400 medlemmer i forbindelse med foreningens opstart i halvfemserne.
Unge Aktionærer har som erklæret formål at:
- Øge unges finansielle forståelse og interesse for aktier og investering.
- Skabe netværk mellem unge investorer.
- Udbrede kendskabet til god investeringsskik og langsigtet formueopbygning.

Medlemskab og struktur
Organisationen er målrettet unge mellem ca. 15 og 30 år og har både gratis og betalte medlemskaber. Den drives af unge frivillige og har en demokratisk struktur med en valgt bestyrelse.